# Distichia
Distichia, biljni rod iz porodice sitovki, dio reda travolike. 
To su polugrmovi s tri priznate vrste u andskom području Južne Amerike, od Kolumbije na sjeveru na jug do sjevernog Čilea i Argentine.

## Vrste
1. Distichia acicularis Balslev & Laegaard
2. Distichia filamentosa Buchenau
3. Distichia muscoides Nees & Meyen